# Ophthalmoblysis
Ophthalmoblysis is een geslacht van vlinders van de familie spanners (Geometridae), uit de onderfamilie Ennominae.

## Soorten
- O. cinerea Warren, 1909
- O. fulvata Warren, 1905
- O. fulvistrota Dognin, 1908
- O. lydius Oberthür, 1916
- O. nitidisquama Warren, 1897
- O. scintillans Warren, 1905